# Histamina N-metiltransferasa
La histamina N-metiltransferasa (HMT, HNMT) és un enzim que en els éssers humans és codificat pel gen HNMT, situat al cromosoma 2.
La histamina N-metiltransferasa és un dels dos enzims implicat en el metabolisme de la histamina, l'altre és la diamino oxidasa. La histamina N-metiltransferasa catalitza la metilació d'histamina en presència de S-adenosil metionina (SAM) produint N-metilhistamina. La HMT és present en la majoria de teixits del cos però és absent en el sèrum.

## Funció
En mamífers, la histamina és metabolitzada mitjançant dues rutes metabòliques importants: la N(tau)-metilació per mitjà de l'acció de la histamina N-metiltransferasa i desaminació oxidativa mitjançant l'acció de la diamino oxidasa. El gen HNMT codifica el primer enzim, que es troba en el citosol i utilitza S-adenosil-L-metionina com el donador del grup metil. En el cervell dels mamífers, l'activitat neurotransmissora de la histamina és controlada per la N(tau)-metilació degut al fet que la diamino oxidasa no és present en el sistema nerviós central. Un polimorfisme genètic comú afecta els nivells d'activitat del producte d'aquest gen en els glòbuls vermells.